# العلاقات الطاجيكستانية الكيريباتية
العلاقات الطاجيكستانية الكيريباتية هي العلاقات الثنائية التي تجمع بين طاجيكستان وكيريباتي.

## مقارنة بين البلدين
هذه مقارنة عامة ومرجعية للدولتين:
| وجه المقارنة                                              | طاجيكستان                          | كيريباتي                        |
| --------------------------------------------------------- | ---------------------------------- | ------------------------------- |
| المساحة (كم2)                                             | 143.10 ألف                         | 811                             |
| عدد السكان (نسمة)                                         | 8.92 مليون                         | 116.40 ألف                      |
| الكثافة السكانية (ن./كم²)                                 | 62.33                              | 14.35 ألف                       |
| العاصمة                                                   | دوشنبه                             | جنوب تاراوا                     |
| اللغة الرسمية                                             | اللغة الطاجيكية                    | لغة إنجليزية، اللغة الكيريباتية |
| العملة                                                    | ساماني طاجيكي، الروبل الطاجيكستاني | دولار كريباتي، دولار أسترالي    |
| الناتج المحلي الإجمالي (بليون دولار)                      | 7.15 مليار                         | 196.15 مليون                    |
| الناتج المحلي الإجمالي (تعادل القوة الشرائية) بليون دولار | 24.03 مليار                        | 224.26 مليون                    |
| الناتج المحلي الإجمالي الاسمي للفرد دولار أمريكي          | 925                                | 1.42 ألف                        |
| الناتج المحلي الإجمالي للفرد دولار أمريكي                 | 2.69 ألف                           | 1.81 ألف                        |
| مؤشر التنمية البشرية                                      | 0.624                              | 0.590                           |
| رمز المكالمات الدولي                                      | +992                               | +686                            |
| رمز الإنترنت                                              | .tj                                | .ki                             |
| المنطقة الزمنية                                           | ت ع م+05:00                        |                                 |

## منظمات دولية مشتركة
يشترك البلدان في عضوية مجموعة من المنظمات الدولية، منها:
| علم المنظمة | اسم المنظمة                   | تاريخ انضمام طاجيكستان | تاريخ انضمام كيريباتي |
| ----------- | ----------------------------- | ---------------------- | --------------------- |
|             | مؤسسة التنمية الدولية         | 4 يونيو 1993           | 2 أكتوبر 1986         |
|             | مؤسسة التمويل الدولية         | 2 ديسمبر 1994          | 2 أكتوبر 1986         |
|             | منظمة حظر الأسلحة الكيميائية  | ?                      | ?                     |
|             | الأمم المتحدة                 | 2 مارس 1992            | 14 سبتمبر 1999        |
|             | الاتحاد الدولي للاتصالات      | 28 أبريل 1994          | 3 نوفمبر 1986         |
|             | البنك الدولي للإنشاء والتعمير | 4 يونيو 1993           | 29 سبتمبر 1986        |
|             | الاتحاد البريدي العالمي       | ?                      | ?                     |
|             | بنك التنمية الآسيوي           | 1998                   | 1974                  |
|             | يونسكو                        | 6 أبريل 1993           | 24 أكتوبر 1989        |